# فناوری اطلاعات در هند
فناوری اطلاعات در هند صنعتی است که از دو جزء اصلی تشکیل شده‌است: خدمات اطلاعات و برون‌سپاری فرایندهای تجاری. سهم بخش فناوری اطلاعات از تولید ناخالص داخلی هند از ۱٫۲٪ در سال ۱۹۹۸ به ۷٫۷٪ در سال ۲۰۱۷ رسیده‌است.

## مراکز مهم فناوری اطلاعات

### بنگلور
بنگلور به عنوان سیلیکون ولی هند شناخته می‌شود.